# Tésa
Tésa (szlovákul Tieša) község Pest vármegyében, a Szobi járásban, Kemence közelében, közvetlenül a szlovák határ mentén helyezkedik el.

## Fekvése
Tésa az Ipoly-mente legkisebb települése Magyarország és Szlovákia határán, az Ipoly balpartján, a Börzsöny völgyében. Belterülete 61, külterülete 442 hektár. A határ túloldalán Ipolyszakállos, Szete és Lontó található; délkeletről Kemence és Perőcsény határolják. Vámosmikola és Bernecebaráti felől közelíthető meg, az 1201-es útból kiágazó és ugyanabba visszatorkolló 12 114-es úton. Utóbbi csak a belterületének északi szélét érinti, központjába az abból kiágazó 12 116-os út vezet.

## Története
A történelem nagy viharai (a törökök megszállása, a háborúk, az Ipoly menti árvizek, a trianoni döntés) nem kerülték el ezt a települést sem. A régi Tésa elpusztult a törökök alatt, s a XVIII. században támadt fel. Az első világháború után elvesztek Tésa piacai, családok váltak ketté (Tésáról többen költöztek, házasodtak ma már Szlovákiához tartozó településekre). Ahogy az Ipoly folyó országhatárrá vált, megcsonkultak a kulturális, gazdasági és emberi, rokoni kapcsolatok. A schengeni csatlakozással ezek a problémák megszűntek, szabadon közlekedhetnek, látogathatják a felsorolt szlovákiai településeket, kisvárosokat /Párkány, Ipolyság/.
A falut fennmaradt írott forrás először 1221-ben említette,Tesa villa néven, de 1288-ban már mai nevén említik. A török dúlás idején a falu elnéptelenedett. A 18. században újra települt, de keletre az eredeti falu helyétől.
A tésai birtokos Foglár család a 18. század első felében kastélyt húzatott fel, a Majori dűlőben pedig templomot. A falu mai temploma később, 1775-ben épült, mert az eredeti templomot az Ipoly folyton elöntéssel fenyegette. A barokk kastély vendégül látta Jókai Mórt és Petőfi Sándort is.
A 19. században birtokosa a Boronkay, majd a Jankovich család lett. A helybeliek juhok tenyésztésével, gyümölcstermesztéssel foglalkoztak és az Ipoly vizére malmot is építettek. A 19. század végén a falu lakossága 180 fő volt. A következő évszázad azonban, amelyet kettétört Trianon, már nem a fejlődés időszaka volt Tésa számára. A helybeliek bíznak benne, hogy a falusi turizmus megállíthatná a falu hanyatlását. Ezen hanyatláshoz többek között talán az is hozzájárul, hogy a falu tömegközlekedési szempontból éppen csak megközelíthető: munkanapokon csupán két pár buszjárat indul (egy reggel, egy délután) Vámosmikoláról, hétvégén egyáltalán nincsen tömegközlekedés. Így ez a kis falu Pest vármegye tömegközlekedés szempontjából legelzártabb települése.
2017. január 8-án itt dőlt meg az addigi magyarországi hidegrekord (napi országos legkisebb minimumhőmérséklet) -28,1 fokkal. A szomszédos Szlovákiában lévő Ipolyszakállos településen -31,2 fokot mértek ezen a napon, hajnalban.

## Közélete

### Polgármesterei
- 1990–1994: Bérci Albert (független)[4]
- 1994–1998: Volentér Tibor (MSZP)[5]
- 1998–2000: Volentér Tibor (független)[6]
- 2000–2002: Bérci Albertné (független)[7][8]
- 2002–2006: Bérci Albertné (független)[9]
- 2006–2010: Bérci Albertné (független)[10]
- 2010–2014: Bérci Albertné (független)[11]
- 2014–2019: Bérci Albertné (független)[12]
- 2019–2024: Bérci Albertné (független)[13]
- 2024– : Bérci Albertné (független)[1]

A településen 2000. április 29-én időközi polgármester-választást tartottak, az előző polgármester lemondása miatt.

## Népesség
A település népességének változása:
| Lakosok száma | 78   | 81   | 78   | 84   | 79   | 90   | 96   |
|               | 2013 | 2014 | 2018 | 2021 | 2022 | 2023 | 2024 |

A 2011-es népszámlálás során a lakosok 91,8%-a magyarnak, 4,1% lengyelnek mondta magát (8,2% nem nyilatkozott; a kettős identitások miatt a végösszeg nagyobb lehet 100%-nál). A vallási megoszlás a következő volt: római katolikus 71,2%, református 4,1%, evangélikus 2,7% felekezeten kívüli 6,8% (15,1% nem nyilatkozott). Népessége alapján a megye és Közép-Magyarország legkisebb települése.
2022-ben a lakosság 82,3%-a vallotta magát magyarnak, 5,1% németnek, 1,3% lengyelnek, 1,3% románnak, 3,8% egyéb, nem hazai nemzetiségűnek (17,7% nem nyilatkozott; a kettős identitások miatt a végösszeg nagyobb lehet 100%-nál). Vallásuk szerint 34,2% volt római katolikus, 2,5% református, 1,3% evangélikus, 17,7% felekezeten kívüli (44,3% nem válaszolt).

## Nevezetességei

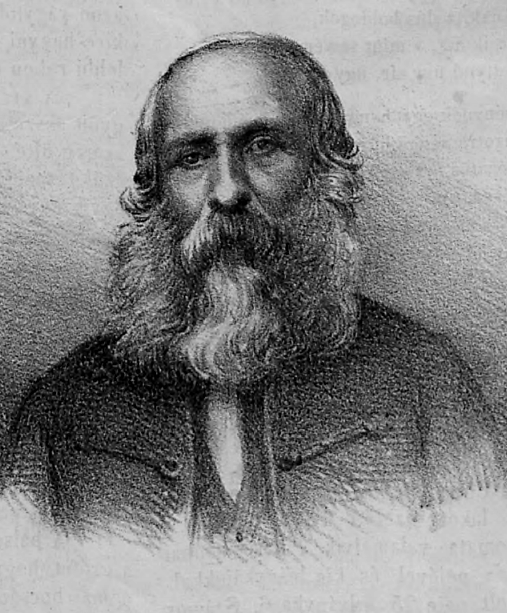
Boronkay Lajos

- A római katolikus templom, keleti tájolású, egyhajós, barokk templom, bejárata fölött a Foglár család címerével.
- Az egyemeletes barokk Foglár-kastély, ahol Jókai Mór és Petőfi Sándor is vendégeskedett,[17] s jelenleg magánkézben van.
- A falu neves lakói közé tartozott tésai Foglár György püspök és egri kanonok (1670-1754), Jankovich Béla és Boronkay Lajos politikus, Kossuth kormánybiztosa (1810–1863).[18][19]

## Képgaléria
- http://tesa.fw.hu/kepgal/SANY0015.JPG
- http://tesa.fw.hu/kepgal/SANY0023.JPG